# حصن الوجيه
حصن الوجيه وهو أحد الحصون الأثرية ويقع في عزلة الشراجة من جبل حبشي، في محافظة تعز وهو ضمن سلسلة الحصون التي استخدمت خلال العصر الإسلامي وينسب إلى «علي بن الوجيه المقرئ» الذي بنى جامع الوجيه وشيد الحصن على قمة الجبل ويتم الوصول إليه عبر طريق وتعرج مرصوف بالحجارة لا تزال بقايا منها واضحة أسفل الجبل ولم يتبق من معالم الحصن سوى بعض الأساسـات وصـهاريج للميـاه وحاجز جداري في أسفل الحصن يعرف باسم «سد الوجيه».